# 北海道富良野高等学校
北海道富良野高等学校（ほっかいどうふらのこうとうがっこう、英: Hokkaido Furano High School）は、北海道富良野市に位置する道立高等学校。

## 沿革
- 1926年3月12日 - 富良野実科高等女学校として設立が認可される。
- 1926年5月23日 - 開校式を挙行する。
- 1932年4月1日 - 名称を富良野高等女学校に変更する。
- 1948年4月1日 - 学制改革により、北海道立富良野女子高等学校となる。
- 1950年4月1日 - 北海道立富良野高等学校と統合し、北海道富良野高等学校となる。
- 1952年4月1日 - 幾寅分校（1948年に北海道立富良野高等学校の分校として設置）が北海道南富良野高等学校として独立する。
- 1952年11月1日 - 上富良野分校（1948年に北海道立富良野高等学校の分校として設置）が北海道上富良野高等学校として独立する。
- 1953年3月1日 - 校歌を制定する。
- 1954年8月18日 - 昭和天皇、香淳皇后の行幸啓[1]。
- 2006年 - 創立80周年。
- 2025年 - 北海道富良野緑峰高等学校と統合。

### 旧制富良野中学校
- 1941年1月22日 - 北海道富良野中学校の設立が認可される。
- 1941年4月13日 - 入学式並びに開校式を挙行する。
- 1943年4月1日 - 北海道庁に移管される。
- 1948年4月1日 - 学制改革により、北海道立富良野高等学校となる。
- 1948年10月25日 - 上富良野分校と幾寅分校を設置する。
- 1950年4月1日 - 北海道立富良野女子高等学校に統合され、北海道富良野高等学校となる。

## 著名な出身者
- 磯田憲一（北海道副知事、旭川大学大学院客員教授、北海道農業企業家研究所理事長）
- 尾岸孝雄（第9代上富良野町長）
- 北猛俊（第5代富良野市長）
- 菅原茂（音楽家）
- 高野斗志美（旭川大学学長）
- 髙橋秀樹（第16代南富良野町長）[2]
- 中原准一（酪農学園大学名誉教授）
- 能登芳昭（第4代富良野市長）
- 星澤幸子（料理研究家）
- 松井博和（北海道大学名誉教授、ふらのふるさと大使）
- 目黒萌絵（カーリング選手）
- 山口剛史（カーリング選手）

## 他校との統合案
富良野圏域連携協議会と富良野地区広域教育圏振興協議会から北海道富良野緑峰高等学校との統合の要望が出されている。